# Chetwynd River
Chetwynd River är ett vattendrag i Australien. Det ligger i delstaten Victoria, omkring 320 kilometer väster om delstatshuvudstaden Melbourne.
Trakten runt Chetwynd River består till största delen av jordbruksmark. Trakten runt Chetwynd River är nära nog obefolkad, med mindre än två invånare per kvadratkilometer. Genomsnittlig årsnederbörd är 753 millimeter. Den regnigaste månaden är juli, med i genomsnitt 126 mm nederbörd, och den torraste är februari, med 19 mm nederbörd.